# Pétasite blanc
Petasites albus (L. Gaertn.) 1791, suivant The plant list
Espèce
Classification phylogénétique
Le pétasite blanc (Petasites albus) est une espèce de plantes à fleurs de la famille des Astéracées.

## Description
C'est une plante sauvage herbacée vivace.
Les feuilles apparaissent après les fleurs. Elles sont plus petites que celles du grand pétasite (Petasites hybridus).

### Appareil végétatif
Plante vivace (géophyte à rhizome) au port buissonnant. Sa croissance est rapide et finit par créer des colonies qui peuvent être importantes.
- Tige dressée simple, très épaisse, de 20 à 30 cm pouvant atteindre 50 cm. Les tiges sont garnies de longues écailles foliacées demi-embrassante. Celles de la grappe de fleurs lancéolées-linéaires
- Feuille de 30-40 cm de diamètre, étalée, elles sont réniformes et cordées. Monté sur un long pétiole, le limbe fortement anguleux est sinué-denté. Les échancrures du limbe non limitées par une nervure, mais continuées par le parenchyme. Comme c’est le cas pour les tussilages les feuilles du pétasite viennent après les fleurs et ont la souche pour origine. De couleur verte, d’abord aranéeuses puis glabres dessus, le dessous est tomenteux et grisâtre. Elles sont caduques et disparaissent à la mauvaise saison.

### Appareil reproducteur
- Fleurs : Petites fleurs blanches réunies en de nombreux petits capitules pour former une inflorescence courte, ovoïde, compacte et plutôt globuleuse.

Floraison avril / mai selon l’exposition

Couleur Blanche

Saison Hiver/printemps

Sexualité dioïque

Pollinisation entomogame

Fruits en forme d’akène

Dissémination anémochore

## Origine et distribution géographique

### Chorologie
Orophyte eurasiatique

### Répartition
On trouve cette plante dans une très grande partie de l'Europe, jusqu'au Caucase.
En France, elle est principalement présente dans les zones de relief du centre et de l'est du pays.